# アニメイトモバイルシリーズ
アニメイトモバイルシリーズは、アニメグッズ販売店アニメイトグループである株式会社フロンティアワークスの提供する、モバイルサイトの総称。モバイルアニメイト、アニうた革命シリーズ、声優アニメイト、ケータイ図書館、BOYS倶楽部、ポケット★ドラマCDの、6つのサイトからなる。

## モバイルアニメイト
アニメイトモバイル関連の総合サイト。アニメ・CD・DVD・書籍などの発売情報、アニメイトでのイベントや店舗情報などを取り扱っている。
会員限定で、アニメやコミック、声優に関する待受、着信ボイス、着信メロディ、アニメカラオケ、アニメ動画、ドラマCD、キャラブログなどが配信されている。
月額情報量はポイント制で、1000円、500円、300円コースがある。

## アニうた革命シリーズ
懐かしの曲から最近の曲まで、多岐にわたる着うたを配信する『アニうた革命』、楽曲をフルサイズでダウンロードでき、曲によっては歌詞も見ることができる『アニうた革命フル』（i-modeのみアニメのまるごと配信もされている）、メロディコールを配信する『アニうた革命コール』などからなる、アニメに関する楽曲を配信する総合サイト。

## 声優アニメイト
2005年12月より、株式会社フロンティアワークスと、株式会社音楽専科社の共同運営による「声優アニメイト＋hm3（せいゆうアニメイトプラスエイチエムスリー）」がi-mode公式サイトとしてサービス開始。その後、EZweb（2006年2月）・Yahoo!ケータイ（2008年9月）に対応した。2010年4月5日よりサイト名を「声優アニメイト」に変更。これに伴い、提供から音楽専科社の名前が消えている。2012年11月にサービス開始されたものの僅か短い期間で2014年4月30日をもって全サービス終了となった。
コラム記事、ラジオを閲覧・視聴する場合は有料会員登録が必要である。情報料：月額300円（税抜）

### おしゃべり放送局
携帯で聞けるミニラジオ。ストリーミング（i-mode）、ダウンロード（EZweb・Yahoo!ケータイ）による配信の為、ラジオでありながら静止画像も同時に配信される。配信時間は約5分（前後編として、それぞれ約5分ずつ配信されることもある）
現在配信中の番組
- 斎賀みつきのParadise Heaven
- 谷山紀章のMr.Tambourine Man
- さよなら絶望放送携帯版
- 水島大宙・木村まどかの「まどちゅう!」
- 後藤沙緒里のいろはにほへと
- ゆうきとつばさのひよこ
- Fate/Zero -ラジオマテリアル-forモバイル
- 鋼の錬金術師・ラジオ FA宣言
- ヘタリアWEBラジオ 〜ヘタリラ〜
- マクロスF〜ウラ・URAデカルチャー〜
- VELVET-NETWORK-mobile
- アーチャーの固有結界ラジオ
- ストライクウィッチーズ・スターライトストリームモバイル
- アニ・コン　RADIO VOICEきゃらびぃ
- パラ☆ラボ　放送局 放課後編
- ラジオ・おとこぐみ 携帯版
- 停電ラジオ
- kiss×sis〜携帯から教えるお姉ちゃんラジオ〜
- 杉山・立花・成瀬の「アコラジStation」
- Trignalのキラキラ☆ビートR 携帯版

配信終了番組
- 飯塚雅弓のおしゃべりWARD-ROBE
- 亜美・実華・由布子のこれからガンバる。
- 國府田マリ子のお願い!ぽちっとな。
- 水島大宙の大宙MAMIRE!
- 森田成一のあなたのCM作ります!
- 紗子さんと晃子さん
- おとボク帰り道トーク
- あみっけ・ゆうゆのパセラジ
- 玄田哲章還暦記念「今日も元気だ！メタボが怖い」
- 宮崎羽衣のうぃ・らぶ・いっと!
- メロンとなじみのスパークリング☆キッス　モバイル
- プリラジ!
- WEBラジオ黒執事 ファントムミッドナイトレディオ for モバイル
- アニメ店長!子安・岩田のVOICEきゃらびぃ〜出張版〜
- CANAAN RADIO「裏・上海飯店　蛇通信」
- 『うみねこのなく頃に』EpisodeR -Mobile of the golden witch-
- *由貴の結晶*
- 生天目仁美のおちゃのこさいさい
- チャンネル81
- しずかとゆかのもちつもたれつ
- あにゃまる探偵 キルミンずぅラジオ+
- 島﨑信長と松岡禎丞のマジメかっっっ！！！

### 声優コラム
- 関智一 エンサイクロペディア
- 杉山紀彰の気の向くままに
- しんのすけ・まことのW-BUMP

以下の者は更新が終了している
- 明坂聡美 〒猫耳電波便(ΦωΦ)
- 伊月ゆいの＊D-Girl＊
- 稲村優奈☆ぽかぽか村郵便局☆
- 井ノ上奈々のポイ捨て禁止!
- 小西克幸。
- 小林ゆうのLucky Loves Yu
- 後藤コラム

### その他のコンテンツ
- 鈴村健一の超人タイツジャイアント
- 若本規夫の曜日占い
- アニ天レポ

### アニメイトTVによるプロモーション
おしゃべり放送局の一部番組ではアニメイトTV内プロモ配信において出張版を配信している。
こちらは無料配信ではあるが、更新は月1回であり、バックナンバーは存在しない。
- 水島大宙・木村まどかの「まどちゅう！」出張中
- 後藤沙緒里のいろはのイロハ

## ケータイ図書館
文庫やノベルスをダウンロードして、ケータイで読むことができる。サイトオリジナルの作品や、ゲーム原作のコミックなども配信されており、電子書籍では初のアンソロジーコミックのダウンロードも可能となっている。

## BOYS倶楽部
着うたや着ボイスの配信、小説の配信など、BLや女性向けコンテンツがある。

## ポケット★ドラマCD
ポケット★ドラマCD（ポケットドラマシーディー）は、株式会社フロンティアワークスが提供する、携帯電話向けの音声ドラマ・ラジオ番組配信サイト。
2007年10月1日に「アニメイト ON AIR!」がi-mode公式サイトとしてサービスを開始。同月中にauとSoftBankにも対応した。2010年2月よりサイト名が「ポケット★ドラマCD」に変更された。音声コンテンツは着うたフルで配信されている。

### 音声ドラマ
ドラマCDの有料配信が中心で、無料視聴や携帯配信限定トラックなども提供されている。また、携帯限定ドラマの配信もある。

### ラジオ番組
有料会員登録した会員のみが視聴できる会員向けラジオと、非会員でも視聴できる無料ラジオがある。

#### 配信中の番組
会員向けラジオ
- Fate／Zero -ラジオマテリアル- forモバイル
- マクロスFrontier〜ウラ・URAデカルチャー〜
- さよなら絶望放送携帯版
- 薄桜鬼WEBラジオ 新選組通信 携帯版
- 本日ノ柩行キ

無料ラジオ
- パラ☆ラボ 放送局 放課後編
- アニ・コン RADIO VOICEきゃらびぃ
- 私立聖帝学園放送部 課外活動編
- 霜月はるかのFrost Moon Cafe
- アリス×クロスラジオ　カードの国のアリス
- ヘタリラ
- ナイルとホクトのグラール学園放送部
- VELVET-NETWORK-mobile

#### 配信終了した番組
- 羽衣と裕佳梨のまかでみ☆RADIO
- 携帯ラジオ「少年陰陽師」消えた声もきけ 〜略してウラ孫（放送局版）
- それでもTea Party
- QuinRose MIX.Radio！
- STB〜桜真町町内放送 モバイル出張所〜
- とらドラジオモバイル!
- Webラジオ「伯爵と妖精」〜ニコの妖精お茶会〜
- レンタル執事―バトラジモバイル―
- 鋼の錬金術師・ラジオFA宣言
- 東のエデン 放送部 楽園こぼれ話
- 黒執事ファントムミッドナイトレディオ for mobile
- アニメ店長！子安・岩田のVOICEきゃらびぃ
- CANAAN RADIO「裏・上海飯店 蛇通信」
- 『うみねこのなく頃に』Episode R -Mobile of the golden witch-